# COLORS (宇多田ヒカルの曲)
「COLORS」（カラーズ）は、2003年1月29日にリリースされた、宇多田ヒカルの12枚目のシングル。

## 概要
このシングルを最後に宇多田は約1年間の充電期間に入ることになる。このため、2003年唯一のシングルとなった。
表題曲はトヨタ・ウィッシュのCMで使用された。なおCMで使用されたのはオーケストラ・バージョン「COLORS -Orchestra Version-」（編曲は服部隆之）であり、こちらはコンピレーション・アルバム『Beautiful Drivin' Classic Wish』（東芝EMI）に収録されている。
PVはドナルド・キャメロンが監督したが、紀里谷和明以外が監督することになったのは「Can You Keep A Secret?」以来6作ぶりとなった。
テレビ番組で歌唱する際はほとんどの場合キーをひとつ下げている。これに関して宇多田自身は、もともとこの曲はCDよりキーが一つ低いメロディだったが、周りの助言によりキーを上げて収録したと語っている。また、ジャケットには宇多田のノートに書いてあったコードが写っているが、これもキーが下がった状態のものが写っており、2023年までに行われたライブ「ヒカルの5」「Utada United」「WILD LIFE」「Hikaru Utada Laughter in the Dark Tour 2018」でも全てキーの低いものが披露されている。
ちなみに、宇多田自身がこの曲において気に入っている箇所は、イントロ・間奏・アウトロの3つだという。元夫の紀里谷和明との新婚旅行先のフランスで作った曲である。
カップリング曲の「Simple And Clean」は「光」の英語バージョンで、ゲーム「キングダム ハーツ ファイナル ミックス」のテーマソングとして使われた。サビの頭のメロディが「光」と異なっているが、このメロディがもともと「光」で使われるつもりのものだった。しかし歌詞と合わずボツとなってしまったため、この曲で再び使用された。ちなみに、このメロディは『DEEP RIVER』に収録されている「嘘みたいなI Love You」にも使用された。
このCDはCD-EXTRA仕様となっており、過去に公式サイトにて発表されたスクリーンセーバーと新作のスクリーンセーバーを収録している。

## 収録曲
全曲作詞・作曲：宇多田ヒカル
1. COLORS（4:03）
編曲：宇多田ヒカル & 河野圭
2. Simple And Clean（5:03）
編曲：河野圭 & 宇多田ヒカル
3. Simple And Clean -PLANITb Remix-（5:45）
Russell McNamara（ミックス）
4. COLORS -Original Karaoke-(4:02)

## 参加ミュージシャン
- 宇多田ヒカル:all vocals（#1,2）、basic programming（#1,2）

| COLORS - 河野圭：keyboards、programming - 常見和秀：synthesizer programming - Great Eida Group：violin section - Abe Masashi Group：cello section Simple And Clean - 河野圭：keyboards、programming - 常見和秀：synthesizer programming - 秋山浩徳：acoustic guitar |

## 収録アルバム
COLORS
- 『Utada Hikaru SINGLE COLLECTION VOL.1』
- 『ULTRA BLUE』
- 『SCIENCE FICTION』※2024 Mixとして収録

## COLORS (映像作品)
「COLORS」（カラーズ）は、2003年3月12日に発売された宇多田ヒカルのDVDシングル。

### 解説
- DVDシングルとしては3枚目となる。ジャケットはPVのワンシーンからとったもの。
- 初動1.6万枚を売り上げ、累積2.5万枚[1]で2003年音楽映像ソフトランキングで年間23位となった。

### 収録曲
- Making of COLORS
- COLORS
- 肝臓先生REPORT DVD EDITION
  - このDVDだけのボーナス・トラック。

## Simple And Clean (Re-Recording)
『Simple And Clean (Re-Recording)』（シンプル・アンド・クリーン（リ・レコーディング））は宇多田ヒカルの配信限定シングル

### 概要
シングルとしては「Somewhere Near Marseilles -マルセイユ辺り- (Sci-Fi Edit)」から僅か1ヶ月足らずでのリリースとなる。
本作は『光』の英語バージョン『Simple And Clean』を新録音したものとなっており、先に発売されたベスト・アルバム『SCIENCE FICTION』に収録された「光」の新録音されたバージョンとほぼ同じアレンジが成されている。
本作は、サプライズという形でリリースされた、楽曲のリリースと同時に、Steamにて2024年6月に発売となる『キングダム ハーツ』シリーズ10作品を楽しむことができる3タイトルが発表された。それにあわせて同楽曲がフィーチャーされた『キングダム ハーツ』シリーズのSteam版発表トレーラーが公開され、リリース日の2024年5月22日21時からは、リスニングパーティが「Stationhead」（hikkistaffアカウント）にて開催され、キングダムハーツに関連した宇多田の楽曲で構成されたこの日限りのプレイリストで行われた。
更にリリースを記念し、「Simple And Clean (Re-Recording)」のオリジナルノベルティTシャツが当たるキャンペーンも開催が開催された。期間中、各対象ストア、SNSでのキャンペーン参加でノベルティをプレゼントする企画も実施された。
宇多田は本作に関して、公式サイトやOTOTOYにて以下のようにコメントしている。
長年支持されてきた曲の再録という大きなチャレンジに、友人でコラボレーターであるA. G. Cookの力を貸してもらいました。「光」/”Simple and Clean”の新しいバージョンは、私が22年前に書いた曲ではあるけど、違う場所、違う視点から発せられています。
黙想的で思慮深く、もっと優しい。人生に勝ち負けはなく、あるのは経験から得るもの。世界中の多くの人がキングダム ハーツを通して受け取ったものに思いを馳せつつ、ここからまた始まることを楽しみにしてます。—宇多田ヒカル

### 収録曲
1. Simple And Clean (Re-Recording) （4:35）
作詞・作曲：宇多田ヒカル / 編曲：A・G・クック